# Tannhausen
Tannhausen település Németországban, azon belül Baden-Württembergben. Lakosainak száma 1851 fő (2023. december 31.).

## Népesség
A település népessége az elmúlt években az alábbi módon változott:
| Lakosok száma | 1456 | 1808 | 1808 | 1841 | 1851 | 1851 |
|               | 1975 | 2017 | 2019 | 2021 | 2022 | 2023 |